# Xã Leet, Quận Allegheny, Pennsylvania
Xã Leet (tiếng Anh: Leet Township) là một xã thuộc quận Allegheny, tiểu bang Pennsylvania, Hoa Kỳ. Năm 2010, dân số của xã này là 1.634 người.